# Patrick Martins Vieira
Patrick Martins Vieira (11 de enero de 1992) es un futbolista brasileño que se desempeña como centrocampista.
Jugó para clubes como el Palmeiras, Yokohama FC y Náutico.

## Trayectoria

### Clubes
| Club        | País   | Año  |
| ----------- | ------ | ---- |
| Palmeiras   | Brasil | 2012 |
| Yokohama FC | Japón  | 2013 |
| Náutico     | Brasil | 2014 |